# Жакардов стан
Жакардовият стан е вид тъкачен стан за производство на текстил, изобретен от френския тъкач на коприна Жозеф Мари Жакард (Joseph-Marie Jacquard) през 1804 – 1805 г. Жакардовите платове (накратко жакард) са изтъкани с преплитащи се цветни нишки, образуващи повтарящи се орнаменти. Използват се естествени природни влакна (коприна, вълна, памук) или изкуствени (полиестер), например сатениран жакард за вратовръзки, дамаски, покривки и др.
Сложните шарки се постигат с използването на перфорирани карти, предшественици на перфокартите. Използването им се счита за важна стъпка в историята на изчислителната техника.

## История
Още през 1725 г. Базил Бушон използва кръг от перфорирана хартия в тъкачна машина, за да зададе десена на плата. През 1726 г. неговият съратник Жан-Батист Фалкон подобрява тази система, като въвежда перфорирани хартиени карти, прикрепени една към друга, като по този начин улеснява бързата смяна на шарката. Станът на Бушон-Фалкон е полуавтоматичен и налага ръчно зареждане на програмата. През 1801 г. Жозеф Жакард на свой ред използва последователност от перфокарти с произволна дължина, за да задава различни десени. Няколко години по-късно той представя управляващо устройство за стан, което може да се програмира, за да се постигнат различни шарки.